# Drepanosticta septima
Drepanosticta septima är en trollsländeart som beskrevs av James George Needham och Gyger 1939. Drepanosticta septima ingår i släktet Drepanosticta och familjen Platystictidae. Inga underarter finns listade i Catalogue of Life.